# Choerodon
A Cheilio a sugarasúszójú halak (Actinopterygii) osztályába a sügéralakúak (Perciformes) rendjébe és az ajakoshalfélék családjába tartozó nem.

## Rendszerezés
A nembe az alábbi 25 faj tartozik:
- Choerodon anchorago
- Choerodon azurio
- Choerodon balerensis
- Choerodon cauteroma
- Choerodon cephalotes
- Choerodon cyanodus
- Harlekin agyarashal (Choerodon fasciatus)
- Choerodon frenatus
- Choerodon gomoni
- Choerodon graphicus
- Choerodon gymnogenys
- Choerodon jordani
- Choerodon margaritiferus
- Choerodon melanostigma
- Choerodon monostigma
- Choerodon oligacanthus
- Choerodon paynei
- Choerodon robustus
- Choerodon rubescens
- Choerodon schoenleinii
- Choerodon sugillatum
- Choerodon venustus
- Choerodon vitta
- Choerodon zamboangae
- Choerodon zosterophorus